# 2015年度香港行政長官施政報告
《2015年度香港行政長官施政報告》是香港行政長官梁振英發表的第3份施政報告，於2015年1月14日在香港立法會發表，主題為「重法治 掌機遇 作抉擇」；此份施政報告分為12部份宣讀，以政制、經濟及法治三者之間的關係作為引言，在政治、房屋、經濟、教育、衞生及人口政策等範疇均有著墨。

## 內容

施政報告提出要對早前佔領中環學生領袖的錯誤主張有所警惕，圖為佔領中環學生領袖之一的香港專上學生聯會秘書長岑敖暉

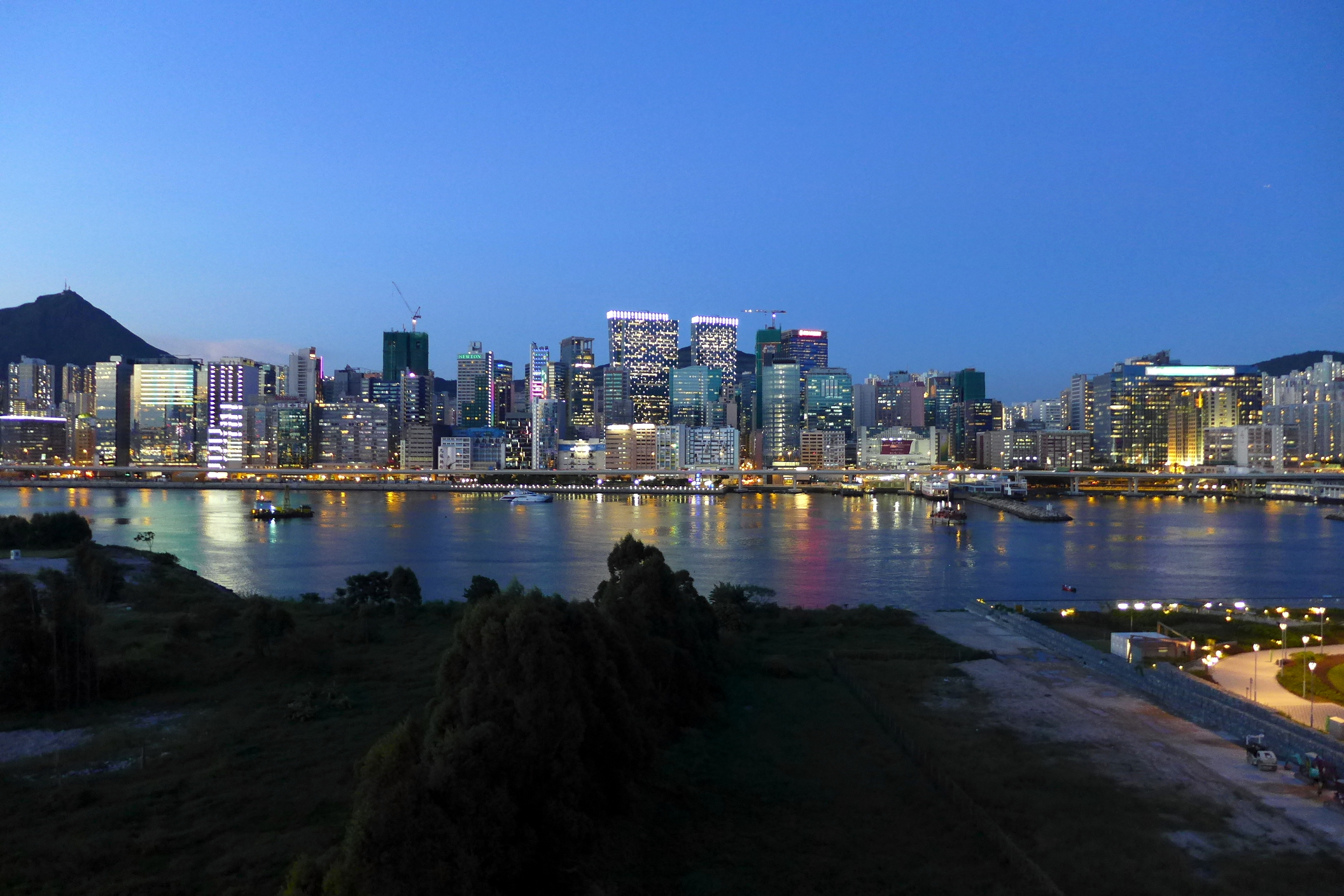
施政報告建議在九龍東試行建立聰明城市，圖為九龍東一帶建築物

### 政治
梁振英指出中央政府對香港政治制度改革有實質的決定權，香港的權力是來自中央，香港是實行高度自治，而非完全自治。他重申早前受到熱烈討論的「公民提名」普選方案違反《基本法》，指《中英聯合聲明》並非落實香港行政長官選舉的依據。施政報告又提到要對偏離《基本法》的主張、早前佔領中環學生領袖的錯誤主張有所警惕；報告點名批評香港大學學生會刊物《學苑》以及其出版的《香港民族論》有關香港獨立的主張，又指佔領中環的口號「香港問題，香港解決」不符憲制。

### 房屋及經濟
施政報告指出，政府視房屋政策為重中之重。梁振英指發展局及以及有關部門在過去2年物色了約150幅用地，可於未來5年提供21萬多個住宅單位，當中70%將會是公營單位。他坦言自己知道香港的樓價和房租高昂，大量年青人不能成家立業，住屋質素也低；他指香港不是缺少土地，而是缺少可供發展的土地，加大、加快土地的供應是解決房屋問題的根本辦法。
梁振英宣佈於1月17日（宣讀施政報告翌日）暫停《資本投資者入境計劃》（即投資移民計劃），並會注資創新及科技基金及電影發展基金，同時設立農業持續發展基金、青年發展基金及歷史建築保育基金。
基礎設施方面，報告表示將會協助香港機場管理局落實《香港國際機場2030規劃大綱》、開展香港迪士尼樂園第二期發展計劃，並且在港鐵沙田至中環綫會展站上蓋興建會議中心，以及在九龍東試行建立聰明城市、繼續研究興建東大嶼都會、推動各個新發展區的進程及設劃新的海岸公園。

### 教育
政府將斥資逾億港元擴大中國內地交流團，希望學生最少能在小學及中學階段分別到中國內地交流一次；同時，施政報告希望與內地學校締結為「姊妹學校」的香港中小學能在3年間由現時的300所倍增加至600所，參與的學校每年可獲12萬港元的津貼，而安排香港年青人到中國內地貧困地區服務的香港青年服務團將會恆常化。
施政報告又回應學界訴求，提出教育局逐步提升公營小學的學位教師比例，期望此舉能夠吸引更多人加入教師行列。報告也建議優化中史科的課程，在中史科加入世界史背景元素，從而提升學生對中國歷史以及中华文化的認識和興趣。

### 衛生
為了解決公立醫院人手不足的問題，施政報告提出重新分配學位，增加公帑資助的醫科、牙科及其他醫療專科的學士學額，並優化評估醫生執業資格考試的安排、評估各個醫護專業對人手的需求、繼續聘請海外醫生。報告落實在啟德發展區興建啟德醫院、擴大藥物名冊、研究進行初生嬰兒先天性代謝缺陷篩查計劃的可行性，並籌劃建立中藥檢測中心，由衞生署管理；報告亦建議分階段把「普通科門診公私營協作計劃」擴展至全港。

### 人口、勞工及福利政策
施政報告建議推出低收入在職家庭津貼，並且延續短期食物援助服務，提出改善有需要市民退休後的生活保障、改善強制性公積金、增加長者院舍資助宿位；又提出加強支援需要援助的家庭和兒童、精神病患者、有特殊需要的兒童以及其家人、中度弱智、自閉症患者及其照顧者，並且為新移民及少數族裔提供僱員再培訓局課程名額。
為釋放本地勞動力，施政報告建議公務員的服務年期從60歲延長至65歲、當中的紀律部隊人員的服務年期則從55歲延長至60歲，並且鼓勵其他僱主延長僱員工作年期，又提出增加託兒服務的名額和延長服務時間，以支援有意就業的婦女；同時，為招攬外來人才，報告提出吸引移民海外的香港人的第二代回流香港發展，並優化《輸入內地人才計劃》及《優秀人才入境計劃》。此外，提出調高最低工資至每小時32.5港元，並且推動社會就標準工時作出深入討論。

## 各方反應
香港大學民意研究計劃：
市民對施政報告的滿意程度
資料來源：

### 政黨

#### 持正面評價，但同時提出疑慮
民主建港協進聯盟認為此份施政報告體現政府全面關顧、願意承擔、以及逐步解決問題的決心，但擔心政府當局難以覓得足夠土地，又對營商環境轉差、醫護人手不足等問題表示關注。香港工會聯合會的社會事務委員會認為此份施政報告積極地回應民生訴求，整體上可以接受，但社會事務委員會指報告缺乏改善勞工權益的建議，對此表示失望，並表示堅決反對施政報告提出輸入外勞。
自由黨黨魁方剛認為此份報告「整體上是歡迎的」，但對報告缺乏經濟發展方面的實際措施失望；自由黨在經濟發展部份打40分，民生部份打60分，結論是報告剛好合格。新民黨認為此份施政報告實事求是，方向正確，但在推動經濟多元化及鼓勵創新方面的力度不足，又對報告無正視青年問題表示非常失望。

#### 持正面評價
新世紀論壇認為此份施政報告顯示政府解決房屋問題及改善土地供應的決心與承擔，期望港府加強溝通，處理其他社會問題。香港经济民生联盟黨魁梁君彥以「務實進取，實事求是」形容此份施政報告；經民聯對政府在此份施政報告提出具體建議表示歡迎，又預期措施在推動時會遇到不少阻力，期望政府能爭取市民的支持。

#### 持負面評價
公民黨認為此份施政報告「無重點、無亮點」，沒有對佔領運動作出反思、回應市民訴求，並淪為梁振英「上綱上線的政治意識鬥爭綱領」，而民生方面的建議無助長治久安。街坊工友服務處在其Facebook專頁撰文，表示對施政報告極度失望，認為梁振英未能從雨傘運動中汲取教訓、回應民情，又指報告無法解決房屋和安老問題，又缺乏勞工政策方面的建議。香港民主民生協進會認為梁振英在施政報告中借雨傘運動和香港本土主義運動「無的放矢」，將他本人認為的社會問題無限放大，又指他淪為「中共傀儡」，蠶食香港。

### 民間組織
教協指出此份施政報告政治色彩非常濃厚，認為報告不及格，建議政府增加決策透明度、積極與教育界溝通。另一教師專業團體教聯會認為此份施政報告能回應教育界部份訴求，但在多個方面著墨不足；教聯會對報告提出成立青年發展基金表示支持，又促請政府發展多元經濟，為年輕人創造機遇。
世界自然基金會香港分會認為此份施政報告未落實梁振英競選時的保育承諾，對此表示相當失望。

### 民意調查
香港大學民意研究計劃在梁振英發表此份施政報告當晚進行民意調查，其中30%受訪者表示滿意施政報告，35%受訪者表示不滿；研究計劃又請受訪者對施政報告打分（零分為最低分，一百分為滿分），得出此份報告的平均分數為49.5分；其中，受訪者平均給予此份施政報告建議的扶貧措施51.5分，比上一份施政報告相關方面的評分低5.2分。

## 公佈後闡述
行政長官梁振英於發表施政報告後，舉行了一系列公開闡述活動，其中包括施政報告記者招待會（於施政報告公佈當天（2015年1月16日）下午舉行）、施政報告論壇（於施政報告公佈當天（2015年1月16日）晚上7時至8時舉行，由無線電視、亞洲電視、有線電視、now寬頻電視及香港電台第一台聯合播出）以及行政長官施政答問（於施政報告公佈翌日（2015年1月17日）早上由香港電台第一台、商業電台第一台以及新城財經台FM104頻道同步直播）。

## 外部連結
- 2015年施政報告官方網站（页面存档备份，存于）